# Fleming (Colorado)
Fleming é uma cidade  localizada no estado americano de Colorado, no Condado de Logan.

## Demografia
Segundo o censo americano de 2000, a sua população era de 426 habitantes.
Em 2006, foi estimada uma população de 442, um aumento de 16 (3.8%).

## Geografia
De acordo com o United States Census Bureau tem uma área de
1,3 km², dos quais 1,3 km² cobertos por terra e 0,0 km² cobertos por água.

## Localidades na vizinhança
O diagrama seguinte representa as localidades num raio de 32 km ao redor de Fleming.